# ANGERME
ANGERME (アンジュルム Anjurumu?), llamado S/mileage (スマイレージ Sumairēji?) anteriormente, es un grupo de J-pop dentro de Hello! Project. Originalmente comenzó como una unidad independiente de Hello Pro Egg en 2009, S/mileage fue formado por cuatro miembros de primera generación con la posibilidad de que la formación se barajara. El grupo se graduó de Hello Pro Egg en 2010 y se convirtió en miembro de pleno derecho de Hello! Project El grupo cambió su nombre a finales de 2014 a ANGERME para celebrar a los miembros de la tercera generación y significar un punto de inflexión en la imagen del grupo.
Las ventas combinadas de CD y DVD de ANGERME superan el millón de copias solo en Japón. El sencillo más vendido de ANGERME es Watashi wo Tsukuru no wa Watashi / Zenzen Okiagarenai SUNDAY con 76 558 copias vendidas, mientras que su sencillo menos vendido es " Koi ni Booing Buu! " Con 20 954 copias vendidas.

## Historia
2004-2009: Antes de la formación
En junio de 2004, Wada Ayaka, Maeda Yuuka, Fukuda Kanon y Ogawa Saki fueron seleccionadas para unirse a la primera generación de Hello Pro Egg junto con otras 28 chicas. Antes de debutar, Wada, Maeda y Fukuda eran miembros del grupo Shugo Chara Egg!
2009: Formación
El 4 de abril, Tsunku anunció una nueva unit de Hello Pro Egg, alineación sujeta a cambios, con Wada Ayaka, Maeda Yuuka, Fukuda Kanon y Ogawa Saki como miembros originales. El grupo recibió el nombre "S/mileage" el 8 de mayo. Continuarían con sus actividades en Hello Pro Egg mientras eran una unidad independiente con planes para un gran debut más adelante ese año. En algún momento durante este tiempo, Wada Ayaka fue anunciado como el líder de S/mileage.
El 7 de junio, el primer sencillo indie de S/mileage, "aMa no Jaku", fue lanzado y vendido en 2009 Hello! Project Shinjin Kouen 6gatsu ~ Nakano STEP! ~, Un concierto de Hello Pro Egg donde también se interpretó la canción.
El 23 de septiembre, S/mileage lanzó su segundo sencillo independiente, "Asu wa Date na no ni, Imasugu Koe ga Kikitai", que se vendió y se presentó en 2009 Hello! Project Shinjin Kouen 9gatsu ~ Yokohama Jump! ~.
El 23 de noviembre, S/mileage lanzó su tercer sencillo indie, "Suki-chan", que se vendió y se presentó en 2009 Hello! Project Shinjin Kouen 11gatsu ~Yokohama Fire!~. Durante el concierto, se reprodujo un mensaje de video de Tsunku por S/mileage. Tsunku anunció que se graduarían de Hello Pro Egg y harían su debut oficial en 2010 sin ningún cambio de miembro.
En algún momento de diciembre de 2009, el nombre oficial del grupo se cambió a la versión katakana de su nombre (スマイレー ジ), aunque todavía se romaniza como S/mileage.
2010: Debut oficial
En enero, S/mileage actuó junto con units importantes de Hello! Project en Hello! Project 2010 Winter Kachou Fuugetsu.
El 28 de febrero, Tsunku anunció que para que el grupo debutara, se debían recolectar 10 000 fotos de personas sonriendo antes del 25 de marzo. Esto podría hacerse a través de la presentación por Internet, así como también los miembros tomando fotos en los eventos. Si no se alcanzaba el objetivo, su debut podría posponerse o incluso cancelarse. Los resultados se anunciarían el 3 de abril. Si tienen éxito, debutarían en mayo.
El 14 de marzo, S/mileage lanzó su cuarto sencillo indie, "Otona ni Narutte Muzukashii!!!". Este fue también el primer día de su concierto conjunto con Mano Erina, Special Joint 2010 Haru ~Kansha Mankai! Mano Erina 2 Shuunen Totsunyuu & S/mileage Major Debut e Sakura Sake! Live~.
El 20 de marzo, S/mileage apareció como el acto de apertura en el concierto  ℃-ute Concert Tour 2010 Haru ~Shocking LIVE~.
El 3 de abril, S/mileage realizó el último día de su concierto conjunto con Erina Mano. Tsunku anunció en el concierto que S/mileage haría su gran debut y reveló un mosaico completo de las imágenes recopiladas. En total, se recopilaron 16 000 fotografías, 3110 de ellas de los propios integrantes. Con 135 imágenes en un período de 2-3 horas, Fukuda Kanon mantuvo el récord de la mayor cantidad de imágenes a la vez.
El 4 de abril, Se estrenó Hime Chen! Otogi Chikku Idol Lilpri. Wada Ayaka, Maeda Yuuka y Fukuda Kanon proporcionaron voces para los personajes principales y luego formaron la unidad ficticia Lilpri para interpretar canciones para el anime. La canción de S/mileage "Otona ni Narutte Muzukashii!!!" se utilizó como primer ending.
El 26 de mayo, las cuatro de S/mileage se graduaron oficialmente de Hello Pro Egg y lanzó su sencillo debut oficial, "Yume miru Fifteen". La canción se había interpretado previamente en su concierto con Mano Erina, así como en los eventos de Hello Pro Egg.
El 28 de julio S/mileage lanzó su segundo sencillo "○○ Ganbaranakutemo Eenende!!"
Del 18 al 22 de agosto, S/mileage actuó en la obra teatral de Gekiharo.
El 29 de septiembre, S/mileage lanzó su tercer sencillo, "Onaji Jikyuu de Hataraku Tomodachi no Bijin Mama", cuyo sencillo participó Nozomi Tsuji quien se graduó hace 1 año en ese entonces.
El 20 de noviembre, se anunció que S/mileage había ganado un premio Newcomer de los 52nd Japan Record Awards.
El 8 de diciembre, S/mileage lanzó su primer álbum, Warugaki ①. Contenía todos sus sencillos, tanto indies como grandes discográficos, hasta ese momento. Alcanzó el puesto # 8 en la lista semanal de Oricon y vendió 11 848 copias.
En la ceremonia del 30 de diciembre, también fueron anunciadas como ganadoras del Premio a la Mejor Revelación, superando a otras Revelaciones ICONIQ, Kikuchi Madoka y Girls 'Generation.
2011: Nuevos miembros y salidas
El 9 de febrero, S/mileage lanzó su cuarto sencillo, "Short Cut". Todos los miembros se cortaron el pelo corto para el sencillo.
El 3 de abril, S/mileage celebró su primer aniversario. En honor a su primer aniversario, Tsunku anunció que en junio, se llevaría a cabo la primera audición en busca de miembros para S/mileage, S/mileage Shin Member Boshuu! Reveló que estaban buscando hasta seis chicas nuevas que serían "sub-miembros" en espera de un debut oficial en el grupo.
El 20 de abril, S/mileage realizó el 5° Sencillo, "Koi ni Booing Buu!".
El 10 de agosto, S/mileage lanzó su sexto sencillo, "Uchouten LOVE". Vendió 29 328 copias en su primera semana, convirtiéndose en las ventas más altas de la primera semana por S/mileage en ese momento.
Se anunció que S/mileage estaría en el "24H TV Marathon" de 2011 junto con ℃-ute.
El 14 de agosto, cinco chicas fueron anunciadas como ganadoras de la audición de S/mileage y fueron agregadas al grupo como sub-miembros: Kana Nakanishi, Kosuga Fuyuka y Tamura Meimi, junto con dos miembros de Hello Pro Kenshuusei, Takeuchi Akari y Katsuta Rina.
El 24 de agosto, se anunció en el sitio web de S/mileage que Ogawa Saki se graduaría de S/mileage y Hello! Project el 27 de agosto de 2011, en el evento en vivo de Uchouten LOVE en Higashi Betsuin Hall en Nagoya. Debido al anuncio de último minuto, no se llevó a cabo ninguna ceremonia o graduación especial y Ogawa se convirtió en el primero de los miembros originales en irse.
El 9 de septiembre, menos de un mes después de la incorporación de los nuevos submiembros, se anunció que el submiembro Kosuga Fuyuka dejaría S/mileage debido a una anemia severa. Más tarde se uniría a Hello Pro Kenshuusei después de su larga recuperación. El 28 de septiembre, su único sencillo con el grupo, "Tachiagirl", fue lanzado después de su salida del grupo.
El 15 de septiembre, se anunció en el canal oficial de YouTube de S/mileage que el 18 de septiembre, la presentación nocturna de S/mileage Concert Tour 2011 Aki ~Gyakushuu no Mini Skirt~ se transmitió en vivo en YouTube a las 6 p. m. JST.
el 18 de septiembre, se reveló que el 16 de octubre, habría un anuncio sobre qué las submiembros se convertirían en miembros de pleno derecho a través de una campaña fotográfica de S/mileage para los sub-miembros.
El 16 de octubre, en el evento de lanzamiento de "Tachiagirl" en el puente Kanagawa Yokohama, se anunció que los cuatro submiembros pasaron y se convirtieron en miembros de pleno derecho de S/mileage.
El 25 de octubre, se anunció que Maeda Yuuka se retiraría de la industria del entretenimiento el 31 de diciembre para concentrarse, estudiar y prepararse para un examen de ingreso a la universidad. Maeda, que había sido miembro de S/mileage desde su formación en abril de 2009, comentó: "Me di cuenta de que mi sentimiento de querer ir a la universidad se ha hecho cada vez más grande". El productor Tsunku también comentó: “Aunque podría haber usado dos sombreros (haciendo malabares entre la carrera y la escuela), es el tipo de chica que quiere poner todo su esfuerzo en una sola cosa".
El 28 de diciembre, el cumpleaños de Maeda Yuuka, S/mileage lanzó su octavo sencillo, "Please Miniskirt Postwoman!". Fue el último sencillo de Maeda Yuka con S/mileage. Tres días después, Maeda se graduó de S/mileage y Hello! Project el 31 de diciembre en un evento de lanzamiento del sencillo.
2012
El 1 de febrero, S/mileage lanzó su noveno sencillo, "Choto Mate Kudasai!". Fue su primer sencillo sin Maeda Yuuka.
El 2 de mayo, lanzaron su décimo sencillo, "Dot Bikini".
El 20 de mayo, lanzaron su primer mejor álbum, S/mileage Best Album Kanzenban ①.
A finales de junio, anunciaron su undécimo sencillo, "Suki yo, Junjou Hankouki", que se lanzará el 22 de agosto.
El 28 y 29 de julio, S/mileage tuvo su primera gira de fanclub en Yamanashi.
A finales de agosto, poco después del lanzamiento de su undécimo sencillo el 22, S/mileage anunció su duodécimo sencillo, "Samui ne.", Que se lanzará el 28 de noviembre. segundo álbum, en 2013.
2013
El 20 de marzo, S/mileage lanzó su decimotercer sencillo, "Tabidachi no Haru ga Kita". El 22 de marzo, el sencillo ocupó el puesto número 1 en las listas diarias de Oricon, convirtiéndose en el primer sencillo en alcanzar esa posición. Dos días después, se anunció que su segundo álbum, ② Smile Sensation, sería lanzado el 22 de mayo.
El 4 de julio, se anunció que S/mileage y Berryz Kobo participarían en un musical de Gekiharo, Warera Jeanne ~ Shoujo Seisen Kageki ~. El musical se desarrolló del 6 al 16 de septiembre.
El 7 de julio, lanzaron su decimocuarto sencillo, "Atarashii Watashi ni Nare! / Yattaruchan". Fue su primer sencillo de doble cara A.
El 16 de agosto, se anunció S/mileage y ℃-ute tendría una gira conjunta de club de fanes en vivo, titulada, Naruchika 2013 Aki ℃-ute x S/mileage, desde el 5 de octubre hasta el 5 de diciembre
El 1 de noviembre, un mini-tour por S/mileage, llamado, S/mileage Live Tour 2013 Aki ~Smile Charge~, fue anunciado en el sitio web de Hello! Project. La gira comenzó el 12 de noviembre en Saitama y terminó el 12 de diciembre en Gunma.
Durante su concierto en Live House en Harajuku, se anunció que tendrían su primera gira de primavera llamada, S/mileage Live Tour 2014 Haru ~Smile Charge~,comenzó el 23 de enero y terminó el 25 de mayo.
El 18 de diciembre, S/mileage lanzó su decimoquinto sencillo, "Ee ka!? /" Ii Yatsu "". Ocupó el puesto número 3 en la lista semanal de sencillos de Oricon y vendió un total de 37 141 copias, convirtiéndose en su sencillo más vendido hasta la fecha.
2014: Nippon Budokan y Cambios
El 29 de marzo, Tsunku anunció en Hello! Project Hina Fest 2014 ~ Full Course ~ vía VTR que S/mileage tendría su primer concierto en el Nippon Budokan, S/mileage LIVE 2014 Natsu FULL CHARGE ~715 Nippon Budokan~, el 15 de julio. Se esperaba que vendieran al menos 8000 entradas.
El 30 de abril, S/mileage lanzó su decimosexto sencillo, "Mystery Night! / Eighteen Emotion".
El 2 de agosto, S/mileage asistió al 2014 Tokyo Idol Festival. El 3 de agosto, S/mileage también apareció en SMILE GARDEN live stage como acto especial de apertura.
El 18 de agosto, se anunció que el sitio web oficial de S/mileage cerraría el 31 de agosto.
El 20 de agosto, S/mileage lanzó su décimo séptimo sencillo, "Aa Susukino / Chikyuu wa Kyou mo Ai wo Hagukumu". Este sería el último sencillo con la alineación de 6 miembros y el último con el nombre de S/mileage.
El 24 de septiembre, S/mileage dio un importante anuncio durante Hello! Project Station que el grupo cambiaría su nombre y daría la bienvenida a nuevos miembros de Hello! Pro Kenshuusei como tercera generación. Habría un concurso en el que los fanes podrían enviar sugerencias para el nuevo nombre del grupo.
El 4 de octubre, tres nuevos miembros fueron anunciados como miembros de tercera generación: Mizuki Murota, Maho Aikawa, Rikako Sasaki.
El 26 de noviembre, S/mileage actuó como apertura de Morning Musume '14 Concert Tour Aki GIVE ME MORE LOVE ~Michishige Sayumi Sotsugyou Kinen Special~ en Yokohama Arena. Realizaron "Eighteen Emotion" con la tercera generación, marcando esta como su primera actuación como una alineación de 9 miembros.
El 17 de diciembre, el nuevo nombre de S/mileage fue revelado como "ANGERME". El anuncio se hizo el último día de su gira de otoño de 2014, S/mileage Live Tour 2014 Aki ~FULL CHARGE~. El nombre fue propuesto por el miembro de segunda generación Nakanishi Kana, y proviene de una combinación de las palabras francesas para ángel (ange) y lágrima (larme).
2015: ANGERME
El 2 de enero, ANGERME anunció que tendrían un segundo concierto en el Nippon Budokan el 26 de mayo.
El 4 de febrero, ANGERME lanzó su decimoctavo sencillo (y el primero con su nuevo nombre), "Taiki Bansei / Otome no Gyakushuu". Alcanzó el puesto número 1 en la lista diaria de Oricon y vendió 48 578 copias, convirtiéndose en su sencillo más vendido en ese momento.
El 18 de marzo, el producto final con el nombre S/mileage, S/mileage Live Tour 2014 Aki ~FULL CHARGE~ FINAL in O-EAST,fue realizado.
El 14 de abril, el grupo fue anunciado como uno de los embajadores del primer concurso anual Aidorisai ~ Idol Matsuri ~ en el que grupos de ídols indie hacen covers de canciones de anime.
El 20 de mayo, Fukuda Kanon anunció que se graduaría de ANGERME y Hello! Project en el otoño. Más tarde se confirmó que su graduación se llevaría a cabo en la final del ANGERME First Concert Tour 2015 Aki "Hyakka Ryouran" el 29 de noviembre en el Nippon Budokan.
El 26 de mayo, en ANGERME STARTING LIVE TOUR SPECIAL @ Nippon Budokan "Taiki Bansei", ANGERME anunció que lanzarían su sencillo número 19, "Nana Korobi Ya Oki / Gashin Shoutan / Mahou Tsukai Sally", el 22 de julio "Mahou Tsukai Sally". Era la canción requerida para el concurso Aidorisai ~ Idol Matsuri ~.
El 24 de junio, se anunció en Hello! Project Station de Wada Ayaka que el grupo llevaría a cabo su segunda audición, 2015 ANGERME Shin Member Audition, a partir del 2 de julio.
En el 14 de agosto ANGERME actuó en el TV Asahi's Coca-Cola Summer Station Live.
En el 27 de agosto durante el ANGERME Live Tour 2015 SUMMER / AUTUMN ~FIGHTING NINE~, ANGERME anunció que su vigésimo sencillo sería lanzado el 4 de noviembre y que sería el sencillo de graduación de Fukuda Kanon. La fecha de lanzamiento luego fue cambiada al 11 de noviembre de 2015.
El 11 de noviembre se realizó el sencillo N.º 20, "Desugita Kui wa Utarenai / Dondengaeshi / Watashi". En el evento de lanzamiento de este sencillo, Kamikokuryo Moe fue anunciado como el único ganador del 2015 ANGERME Shin Member Audition, y nuevo miembro de cuarta generación del grupo.
El 25 de noviembre se lanzó el último álbum con el nombre de S/mileage, S/Mileage / ANGERME SELECTION ALBUM "Taiki Bansei".
El 29 de noviembre, Kanon Fukuda, se graduo al final de ANGERME First Concert Tour 2015 Aki "Hyakka Ryouran", en el Nippon Budokan.
El 16 de diciembre, actuaron en el Fuji TV's 2015 FNS Kayousai THE LIVE, junto a Morning Musume '15 y ℃-ute.
El 20 de diciembre, durante un evento de Navidad, Meimi Tamura anunció que se graduaria de ANGERME y Hello! Project, en la primavera de 2016.
2016
El 2 de enero, en el concierto de Hello! Project 2016, La fecha de graduación de Tamura Meimi fue anunciada para el 30 de mayo en Nippon Budokan.
El 27 de abril, ANGERME lanzó su sencillo número 21, " Tsugitsugi Zokuzoku / Itoshima Distance / Koi Nara Tokku ni Hajimatteru ". Es el primer sencillo que presenta a Moe Kamikokuryo y el último sencillo que presenta a Tamura Meimi.
El 16 de julio, ANGERME hizo un anuncio sorpresa de que Kasahara Momona,miembro de Hello Pro Kenshuusei, se había unido al grupo como miembro de quinta generación.
ANGERME fue invitada a actuar en FNS Uta no Natsu Matsuri de Fuji TV el 18 de julio con ℃-ute y Morning Musume '16
El 19 de octubre, ANGERME lanzó su sencillo número 22 y el primer sencillo con Kasahara Momona, " Umaku Ienai / Ai no Tame Kyou Made Shinka Shite Kita Ningen Ai no Tame Subete Taika Shite Kita Ningen / Wasurete Ageru ".
En diciembre, ANGERME colaboró con los comediantes Joujou Gundan para promover "Dars no Hi" de Morinaga DARS el 12 de diciembre. Lanzaron una serie de videos web en los que cocinaban con chocolate DARS
2017
El 11 de enero, se anunció que Maho Aikawa suspendería sus actividades por el momento para descansar y recibir tratamiento para el trastorno de pánico
El 25 de marzo, se anunció que Morning Musume '17 y ANGERME aparecerían en un juego de servicio web Idol Nama Gassen de Asobista, titulado Hello! Project Hina Fest idol Nama Gassen Kunitori Tenka Touitsu Hen El evento se llevó a cabo el 16 de abril, con Miyazaki Yuka reemplazando a Maho.
El 17 de abril, fueron nombrados como uno de los embajadoras del concurso Aidorisai 2017 ~Idol Matsuri~
El 21 de junio, ANGERME lanzó su sencillo número 23, "Ai Sae Areba Nanni mo Iranai / Namida Iro no Ketsui / Majokko Megu-chan", donde "Namida Iro no Ketsui" es una dedictoria a Maho, y "Majokko Megu-chan", es en cover del anime del mismo título.
En el episodio del 23 de junio de Upcoming, se anunció que ANGERME y Up Up Girls (Kakko Kari) llevarían a cabo una batalla conjunta del estilo de la banda en vivo el 12 de septiembre en Zepp DiverCity.
El 26 de junio, se anunció a través de un episodio especial de Hello! Project Station que Ayano Kawamura y Musubu Funaki (esta última miembro de Country Girls) se han unido a ANGERME como integrantes de la sexta generación y comenzarían las actividades en el grupo la gira de verano de Hello! Project, como parte del nuevo sistema de la agencia
El 13 de diciembre, ANGERME lanzó su primer sencillo en DVD y Blu-ray, " Manner Mode / Kisokutadashiku Utsukushiku / Kimi Dake ja nai sa... friends ", que también fue el debut de la sexta generación y el segundo sencillo lanzado sin Aikawa.
El 31 de diciembre, se publicó un anuncio en el sitio de Hello! Project, que indica que Maho Aikawa había decidido dejar tanto de ANGERME como a Hello! Project, después de haber estado en pausa de las actividades durante los últimos once meses.
2018
El 5 de abril, se anunció que Ayaka Wada se graduaría de ANGERME y de Hello! Project al final de la gira de primavera 2019 de ANGERME.
Durante todo el mes de mayo, ANGERME abrió un café emergente en colaboración con SWEETS PARADISE en Shinjuku; y solo el 10 de mayo, en la ubicación de Trattoria PARADiSO de SWEETS PARADISE en Ikebukuro Sunshine City.
El 9 de mayo, ANGERME lanzó su sencillo número 24, " Nakenai ze ・ ・ ・ Kyoukan Sagi / Uraha = Lover / Kimi Dake ja nai sa... friends (2018 Acoustic Ver.) ".
El 21 de julio, lanzaron la canción digital " Natsu Shougun ".
El 12 de agosto, se presentaron en el ROCK IN JAPAN FESTIVAL 2018 en el Buzz Stage.
El 31 de octubre, ANGERME lanzó su sencillo número 25, " Tade Kuu Mushi mo Like it! / 46okunen LOVE ".
El 19 de noviembre, ANGERME anunció que revelarían uno o más miembros durante el concierto de ANGERME 2018 Aki "Denkousekka"
El 23 de noviembre en Pacifico Yokohama. Durante el primer MC, se reveló que los nuevos miembros serían Layla Ise y Haruka Oota (esta última aprendiz de Hello Pro Kenshuusei Hokkaido) Comenzarían a actuar con el grupo después del año nuevo
El 29 de diciembre, ANGERME actuó en Rockin'on presenta COUNTDOWN JAPAN 18/19 en Makuhari Messe.
2019
El 22 de marzo, se anunció que ANGERME fue designada como patrocinadora oficial del concurso Aidorisai 2019 ~ Idol Matsuri ~ junto con Juice=Juice, Up Up Girls (Kakko Kari), The World Standard y Chuning Candy. Esta es la primera vez que el grupo es designado como partidario oficial del concurso anual después de ser embajadores en 2015 y 2017.
El 10 de abril, lanzaron su 26.º sencillo " Koi wa Accha Accha / Yumemita Fifteen ", que es el debut de la séptima generación y también el último de Ayaka.
Del 3 al 26 de mayo, ANGERME abrió un café emergente llamado "ANGE / ROOM" en colaboración con AREA-Q en Shibuya.
El 15 de mayo, ANGERME lanzó su álbum Rinnetenshou ~ ANGERME Past, Present & Future ~.
El 24 de mayo, publicaron su primer mook titulado ANGERMOOK, que fue producido y editado por las actrices y modelos Aoi Yu y Kikuchi Akiko, ambas aficionadas del grupo.
El 25 de mayo, durante la gira ANGERME Concert Tour 2019 Haru ~Rinnetenshou~ en Chiba, la Wada anunció que después de su graduación, Akari Takeuchi se convertiría en la nueva líder de ANGERME y Ayano Kawamura se convertiría en una nueva sublíder junto con la entonces sub líder Kana Nakanishi.
El 18 de junio, Ayaka Wada se graduó de ANGERME y Hello! Project en la gira de conciertos Hello Pro Premium ANGERME 2019 Haru Final Wada Ayaka Sotsugyou Especial Rinnetenshou ~ Aru Toki Umareta Ai no Teishou ~ en Nippon Budokan
El 19 de junio, Akari Takeuchi se convierte en la segunda líder del grupo y Ayano Kawamura asciende a sub líder
El 26 de junio, Katsuta Rina anunció que se graduaría de ANGERME y Hello! Project el 25 de septiembre para seguir una carrera relacionada con la moda.
¡El 30 de junio, se presentaron en FUKUOKA MUSIC FES en Fukuoka Yahuoku! Hazme.
En el episodio 296 de Hello! Project Station subido el 3 de julio, ANGERME hizo un anuncio sobre el nuevo sistema del grupo, y se decidió que Rin Hashisako de Hello Pro Kenshuusei, se uniría al grupo. Fue presentada en el escenario durante la gira de verano de Hello Project.
El 2 de agosto, ANGERME actuó en TOKYO IDOL FESTIVAL 2019.
El 4 de agosto, ANGERME actuó en Rockin'on presents ROCK IN JAPAN FESTIVAL 2019 en el SOUND OF FOREST stage.
El 25 de septiembre, Katsuta Rina se graduó del grupo y Hello! Project en el ANGERME 2019 Aki "Next Page" ~ Katsuta Rina Sotsugyou Special ~ celebrado en Pacifico Yokohama.
El 28 de septiembre, actuarán en el Rakuten GirlsAward 2019 AUTUMN/WINTER en Makuhari Messe.
El 30 de septiembre, Nakanishi Kana anunció que se graduará de ANGERME y Hello! Project en el concierto final del ANGERME Live Tour 2019 Natsu Aki "Next Page" en Toyosu PIT el 10 de diciembre.
El 18 de octubre, con el anuncio de la suspensión de actividades de Country Girls, se anunció que Funaki Musubu se graduará de ANGERME y Hello! Project en 2020 y tomando un descanso de la industria del entretenimiento para estudiar baile.
El 20 de noviembre, el grupo lanzó su sencillo número 27 " Watashi wo Tsukuru no wa Watashi / Zenzen Okiagarenai SUNDAY ", que es el sencillo debut de Rin Hashisako y el último en presentar a los miembros de la segunda generación Katsuta Rina, que se graduó dos meses antes de su lanzamiento, y Nakanishi Kana.
El 27 de noviembre, ANGERME actuó en el evento Tower Records 40 Shuunen Pop'n Idol 04 en TSUTAYA O-EAST.
El 10 de diciembre se gradúa la sublíder Kana Nakanishi
El 29 de diciembre, ANGERME actuó en Rockin'on presents COUNTDOWN JAPAN 19/20 celebrado en Makuhari Messe.
2020
El 2 de enero anunciaron que realizarían una audición para nuevos miembros, titulada ANGERME ONLY ONE Audition ~ Watashi wo Tsukuru no wa Watashi ~, que se abrió para solicitudes el 11 de enero.
El 22 de enero, se anunció que Murota se graduaría de ANGERME y Hello! Project el 22 de marzo en Hello! Project Hina Fes 2020 <ANGERME Premium>. También se anunció que la graduación de Musubu Funaki se pospondría hasta el final de la gira ANGERME Concert Tour 2020 Haru ROCK ON! LOCK ON! el 12 de junio.
El 28 de febrero, se anunció que Haruka Oota había sido suspendida de todas las actividades por un período de tiempo indeterminado debido a violaciones de las reglas. Cualquier información sobre la reanudación de las actividades apareceria en una fecha posterior.
El 22 de marzo, Mizuki Murota se graduó de ANGERME y Hello! Project en Hello! Project Hina Fes 2020 <ANGERME Premium>.
El 21 de abril, se anunció que las graduaciones de Musubu Funaki y del miembro de Juice=Juice, Karin Miyamoto, programadas para junio de 2020, se pospondrían a una fecha posterior debido a la declaración de emergencia del gobierno tras el empeoramiento de la propagación del coronavirus. Ambos manifestaron que querían graduarse frente a una audiencia, por lo que tomaron la decisión de posponer sus graduaciones.
El 26 de agosto, el grupo lanzó su sencillo número 28, "Kagiriaru Moment / Mirror Mirror"
El 13 de octubre, se anunció en la página web de Hello! Project que la miembro Haruka Oota que estaba en hiatus desde febrero abandonaría el grupo (Pero prermaneciendo como parte de Hello! Project como solista.) como consecuencia de infringir las normas.
El 23 de octubre, se anunció que el concierto de graduación de Funaki fue reprogramado para el 9 de diciembre en Nippon Budokan.
El 2 de noviembre, se anunciaron tres nuevos miembros como parte de la novena generación de ANGERME: Wakana Matsumoto y Rin Kawana, ganadoras de ANGERME ONLY ONE Audition ~ Watashi wo Tsukuru no wa Watashi ~, y Shion Tamenaga de Hello Pro Kenshuusei La nuevas miembros hará su primera actuación en el ANGERME Concert 2020 ~Kishotenketsu~ Funaki Musubu Sotsugyou Specia el 9 de diciembre.
El 27 de noviembre, luego de una cuenta regresiva para una colaboración sorpresa con la marca de cuidado de belleza oral Ora2, se lanzó el video musical de la canción promocional "SHAKA SHAKA TO LOVE". Junto con el video musical, ANGERME también participó en el "Cepillo de dientes de colores". Campaña de promoción de la línea de cepillos de dientes Ora2 Me del 28 de noviembre al 25 de diciembre, durante la cual se realizó un sorteo para ganar polaroides de cada miembro a través de Twitter. La canción fue lanzada digitalmente el 24 de diciembre.
El 9 de diciembre se graduó Musubu Funaki en el Nippon Budokan
2021
El 21 de junio la integrante Momona Kasahara anunció a través de la página web del grupo que se graduaría tanto de ANGERME como de Hello! Project a finales de año
El 23 de junio el grupo lanzó su sencillo número 29, "Hakkiri Shiyou ze / Oyogenai Mermaid / Aisare Route A or B?", sencillo debut de la novena generación.
El 12 de julio, ANGERME lanzó el MV de "SHAKA SHAKA #2 LOVE Colorful Life Hen", que es una versión alternativa de "SHAKA SHAKA TO LOVE" teniendo nueva coreografía y nueva letra. Se lanzó el 1 de septiembre de ese mismo año.
El 13 de septiembre se anunció el concierto de graduación de Momona para el día 15 de noviembre de 2021 titulado: ANGERME Concert 2021 "Tougenkyou ~Kasahara Momona Sotsugyou Special~" en el Nippon Budokan
El 15 de noviembre se graduó la única miembro de la quinta generación, Momona Kasahara, pasando su alineación de 10 a 9.
El 30 de diciembre se anunció la integrante de la décima generación del grupo, Yuki Hirayama.
2022
El 4 de marzo, ANGERME se presentó en el Festival R-1 2022.
El 21 de marzo, ANGERME actuó en LIVE SDD 2022, un evento en vivo que se llevará a cabo como parte del proyecto de erradicación de la conducción en estado de ebriedad de FM Osaka "STOP! DRUNK DRIVING PROJECT"
El 3 de mayo, ANGERME actuó en JAPAN JAM 2022
El 11 de mayo, ANGERME lanzó su sencillo número 30, "Ai Mashou / Hade ni Yacchai na! / Aisubeki Beki Human Life", que también será el primer sencillo en presentar a Yuki Hirayama.
El 19 de octubre, ANGERME lanzó su sencillo número 31, "Kuyashii wa / Piece of Peace ~Shiawase no Puzzle~"
El 20 de diciembre, se anunció que Takeuchi Akari se graduaría del grupo y Hello! Project al final de su gira de primavera de 2023 para centrarse en su pasión por la caligrafía.
2023
El 22 de marzo, el grupo lanzó su cuarto álbum de estudio, BIG LOVE, este es el primer y único álbum lanzado bajo el liderazgo de Akari Takeuchi, recopilando todos los sencillos lanzados durante este período.
El 23 de mayo, se anunció que los miembros de Hello Pro Kenshuusei, Hana Goto y Yukiho Shimoitani, se unirían a ANGERME como parte de su undécima generación. Fueron presentados formalmente al público en el concierto del grupo como parte del festival Sayonara Nakano Sunplaza Ongakusai el 11 de junio.
El 11 de junio, se anunció en Sayonara Nakano Sun Plaza Ongakusai que Moe Kamikokuryo sería la nueva líder de ANGERME a partir del 22 de junio tras la graduación de Akari Takeuchi, también se anunció que Ayano Kawamura seguiría como sub-líder, y los colores oficiales de las nuevas miembros, Yukiho Shimotani obtendría el Rosa Caliente y Hana Goto obtendría el Azul Marino.
El 14 de junio, el grupo lanzó su sencillo número 32, Ai no Kedamono / Dousousei, que es el último sencillo que presenta a Takeuchi Akari.
El 21 de junio, el grupo realizó su primer concierto en Yokohama Arena, que también fue el concierto de graduación de Akari Takeuchi.
Rikako Sasaki pasa a ser la última miembro en haber estado en las dos eras del grupo, tanto S/mileage, como en la era ANGERME.
El 22 de junio toma el liderazgo del grupo, la única integrante de la 4ª generación, Moe Kamikokuryo, siendo así la tercera líder del grupo.
El 13 de diciembre, el grupo lanza su sencillo número 33, RED LINE / Life is Beautiful!, que es el primer sencillo que presenta a la 11.ª generación.
El 21 de diciembre se anunció que Rikako Sasaki se graduaría del grupo y Hello! Project al final de su gira de primavera de 2024 para perseguir una carrera en solitario. 

### 2024
Durante un MC del segundo concierto de la gira de primavera "Secret secret" del 6 de abril en Chiba, se anunció su sencillo número 34 y su fecha de lanzamiento, que es el último sencillo de Rikako Sasaki dentro del grupo, así como la fecha su concierto de graduación, siendo el 19 de junio, y se llevará a cabo en el Yokohama Arena, recinto donde previamente la exlíder Akari Takeuchi tuvo su concierto de graduación, siendo el segundo concierto del grupo en este lugar.
El 12 de junio, el grupo lanzó su sencillo número 34, "Bibitaru Ichigeki / Uwasa no Narushii / THANK YOU, HELLO GOOD BYE", que es el último sencillo que inlcuirá a Rikako Sasaki.
El 19 de junio, Rikako se gradúa de ANGERME y de Hello! Project en el show final especial de la gira "SECRET SECRET Sasaki Rikako FINAL "Aijou no Sekai e, Kimi mo Oide yo" en el Yokohama Arena, siendo la última integrante de la 3ra generación y la última integrante de S/mileage en graduarse del grupo.
El 4 de julio, se anuncia que la última integrante de la sexta generación y sub-líder del grupo, Ayano Kawamura, se graduará del grupo y de Hello! Project al final de la gira de otoño del grupo ese año

### Actuales
| Generación | Nombre                          | Año de Nacimiento                  | Fecha de Integración                                | Notas                     |
| ---------- | ------------------------------- | ---------------------------------- | --------------------------------------------------- | ------------------------- |
| 7.ª        | Layla Ise (伊勢鈴蘭?)           | 19 de enero de 2004 (21 años)      | 23 de noviembre de 2018 (6 años, 8 meses y 24 días) | Líder (2025-presente)     |
| 8.ª        | Rin Hashisako (橋迫鈴?)         | 06 de octubre de 2005 (19 años)    | 03 de julio de 2019 (6 años, 1 mes y 14 días)       |                           |
| 9.ª        | Rin Kawana (川名凜?)            | 06 de diciembre de 2003 (21 años)  | 02 de noviembre de 2020 (4 años, 9 meses y 15 días) |                           |
| 9.ª        | Shion Tamenaga (為永幸音?)      | 09 de febrero de 2004 (21 años)    | 02 de noviembre de 2020 (4 años, 9 meses y 15 días) | Sub-Líder (2025-presente) |
| 9.ª        | Wakana Matsumoto (松本わかな?)  | 01 de septiembre de 2007 (17 años) | 02 de noviembre de 2020 (4 años, 9 meses y 15 días) |                           |
| 10.ª       | Yuki Hirayama (平山遊季?)       | 25 de julio de 2006 (19 años)      | 30 de diciembre de 2021 (3 años, 7 meses y 18 días) |                           |
| 11.ª       | Yukiho Shimoitani (下井谷幸穂?) | 04 de agosto de 2006 (19 años)     | 23 de mayo de 2023 (2 años, 2 meses y 25 días)      |                           |
| 11.ª       | Hana Goto (後藤花?)             | 05 de junio de 2008 (17 años)      | 23 de mayo de 2023 (2 años, 2 meses y 25 días)      |                           |
| 12.ª       | Momoha Nagano (長野桃羽?)       | 13 de mayo de 2010 (15 años)       | 16 de agosto de 2025 (1 día)                        |                           |

### Graduadas

#### Primera generación (4 de abril del 2009)
- Ayaka Wada (graduada el 19 de junio de 2019, ex-líder)
- Yuuka Maeda (graduada el 31 de diciembre de 2011)
- Kanon Fukuda (graduada el 29 de noviembre de 2015)
- Saki Ogawa (graduada el 27 de agosto de 2011)

#### Segunda generación (14 de agosto- 16 de octubre del 2011)
- Kana Nakanishi (graduada el 10 de diciembre de 2019)
- Akari Takeuchi (graduada el 21 de junio de 2023, ex-líder)
- Fuyuka Kosuga (retirada por enfermedad el 9 de septiembre de 2011)
- Rina Katsuta (graduada el 25 de septiembre de 2019)
- Meimi Tamura (graduada el 30 de mayo de 2016)

#### Tercera generación (4 de octubre del 2014)
- Mizuki Murota (graduada el 22 de marzo de 2020)
- Maho Aikawa (graduada el 31 de diciembre de 2017)
- Rikako Sasaki (graduada el 19 de junio de 2024)

#### Cuarta generación (11 de noviembre de 2015)
- Moe Kamikokuryo (graduada el 18 de junio de 2025, ex-líder)

Quinta generación (16 de julio del 2016)
- Momona Kasahara (graduada el 15 de noviembre de 2021)

Sexta generación (26 de junio del 2017)
- Ayano Kawamura (graduada el 28 de noviembre de 2024)
- Musubu Funaki (graduada el 9 de diciembre de 2020)

#### Séptima generación (19 de noviembre del 2018)
- Haruka Oota (retirada del grupo el 13 de octubre de 2020)

## Discografía y Publicaciones

### Álbumes

#### de estudio
1. Warugaki ①
2. ② Smile Sensation
3. Rinnetenshou ~ANGERME Past, Present & Future~
4. BIG LOVE

#### Recopilatorios
1. S/mileage Best Album Kanzenban ①
2. S/mileage / ANGERME SELECTION ALBUM "Taiki Bansei"

### Sencillos

##### Indies
1. aMa no Jaku
2. Asu wa Date na no ni, Imasugu Koe ga Kikitai
3. Suki-chan
4. Otona ni Narutte Muzukashii!!!

##### Mayores
1. Yume miru fifteen (2009)
2. ○○ Ganbaranakutemo Eenende!! (2009)
3. Onaji Jikyuu de Hataraku Tomodachi no Bijin Mama (2010)
4. Short Cut (2010)
5. Koi ni Booing Buu! (2011)
6. Uchouten LOVE (2011)
7. Tachiagirl (2011)
8. Please Miniskirt Postwoman! (2011)
9. Choto Mate Kudasai! (2012)
10. Dot Bikini (2012)
11. Suki yo, Junjou Hankouki. (2012)
12. Samui ne. (2012)
13. Tabidachi no Haru ga Kita (2013)
14. Atarashii Watashi ni Nare! / Yattaruchan (2013)
15. Ee ka!? / "Ii Yatsu" (2013)
16. Mystery Night! / Eighteen Emotion (2014)
17. Aa Susukino / Chikyuu wa Kyou mo Ai wo Hagukumu (2014)
18. Taiki Bansei / Otome no Gyakushuu (2015) [Primer sencillo como ANGERME]
19. Nana Korobi Ya Oki / Gashin Shoutan / Mahou Tsukai Sally (2015)
20. Desugita Kui wa Utarenai / Dondengaeshi / Watashi (2015)
21. Tsugitsugi Zokuzoku / Itoshima Distance / Koi Nara Tokku ni Hajimatteru (2016)
22. Umaku Ienai / Ai no Tame Kyou Made Shinka Shite Kita Ningen Ai no Tame Subete Taika Shite Kita Ningen / Wasurete Ageru (2016)
23. Ai Sae Areba Nanni mo Iranai / Namida Iro no Ketsui / Majokko Megu-chan (2017)
24. Nakenai ze・・・Kyoukan Sagi / Uraha=Lover / Kimi Dake ja nai sa...friends (2018 Acoustic Ver.) (2018)
25. Tade Kuu Mushi mo Like it! / 46okunen LOVE (2018)
26. Koi wa Accha Accha / Yumemita Fifteen (2019)
27. Watashi wo Tsukuru no wa Watashi / Zenzen Okiagarenai SUNDAY (2019)
28. Kagiriaru Moment / Mirror Mirror (2020)
29. Hakkiri Shiyou ze / Oyogenai Mermaid / Aisare Route A or B? (2021)
30. Ai Mashou / Hade ni Yacchai na! / Aisubeki Beki Human Life (2022)
31. Kuyashii wa / Piece of Peace ~Shiawase no Puzzle~ (2022)
32. Ai no Kedamono / Dousousei (2023)
33. RED LINE / Life is Beautiful! (2023)
34. Bibitaru Ichigeki / Uwasa no Narushii / THANK YOU, HELLO GOOD BYE (2024)
35. Hatsukoi, Hanabie / Yuuyuu Kankan gonna be alright!! (2024)
36. Android wa Yume wo Miru ka? / Hikari no Uta (2025)

#### DVD / Blu-ray
1. Manner Mode / Kisokutadashiku Utsukushiku / Kimi Dake ja nai sa...friends

#### Colaboración
1. My School March (Junto a Oha Girl Maple)
2. Makeruna Wasshoi! (Bekimasu)
3. Busu ni Naranai Tetsugaku (Hello! Project Mobekimasu)
4. YEAH YEAH YEAH / Akogare no Stress-free / Hana, Takenawa no Toki (Hello Pro All Stars)

#### Digital
- Natsu Shougun
- SHAKA SHAKA TO LOVE

### Photobooks
- S/mileage 1st LIVE Photobook ~Devil Smile Angel Smile~ (スマイレージ　1st　LIVE写真集　~デビルスマイル エンジェルスマイル~)
- S/mileage ① (スマイレージ①)
- S/mileage ② ~AyaKanon 18sai no Yakusoku~ (スマイレージ② 〜あやかのん 18歳の約束〜) (Ayaka Wada y Kanon Fukuda)
- S/mileage ③ ~6nin de FULL CHARGE~ (スマイレージ③ ～6人でFULLCHARGE～)
- Micchaku Documentary Photobook "ANGERME to Kaite, Seishun to Yomu." (密着ドキュメンタリーフォトブック『アンジュルムと書いて、青春と読む。』)